# Naruto (manga i anime)
Naruto (jap. ナルト) – shōnen-manga autorstwa Masashiego Kishimoto. Była publikowana w magazynie „Shūkan Shōnen Jump” wydawnictwa Shūeisha w latach 1999–2014. Jej główny bohater, Naruto Uzumaki, to nastoletni ninja, który nieprzerwanie szuka uznania i szacunku oraz sposobu na zostanie hokage – przywódcą i jednym z najsilniejszych ninja w swojej wiosce.
Na podstawie mangi powstały dwie serie anime, wyprodukowane przez studio Pierrot, a także kilkanaście odcinków OVA i filmów pełnometrażowych.
W Polsce manga została wydana przez Japonica Polonica Fantastica. Anime natomiast w wersji ocenzurowanej wyemitowano w polskiej wersji dźwiękowej na kanale Jetix.

## Fabuła
Dwanaście lat przed wydarzeniami, na których koncentruje się seria, lisi demon o dziewięciu ogonach zaatakował wioskę Konoha. Atak spowodował chaos i śmierć wielu ludzi. Sytuację opanował Czwarty Hokage, który pokonał Dziewięcioogoniastego (jap. 九尾 Kyūbi), poświęcając swoje własne życie i oddając duszę Bogu Śmierci, aby zapieczętować demona wewnątrz nowo narodzonego dziecka, Naruto Uzumaki. Czwarty Hokage po zapieczętowaniu Lisiego Demona został uznany za bohatera.
Zasada ustanowiona przez Trzeciego Hokage zabroniła mieszkańcom osady opowiadać o tamtym zdarzeniu komukolwiek. Naruto dorastał w samotności, bez przyjaciół i rodziny. Szukał uznania i uwagi w jedyny sposób, jaki znał – poprzez popisywanie się i rozrabianie.
Seria śledzi dojrzewanie i rozwijanie umiejętności Naruto i jego przyjaciół, akcentując ich wzajemne interakcje i wpływ przeszłości na ich osobowości. Naruto zaprzyjaźnia się z Sasuke Uchihą i Sakurą Haruno, dwojgiem młodych ninja, którzy razem z nim tworzą trzyosobową drużynę pod dowództwem doświadczonego nauczyciela Kakashiego Hatake.
Największe tajemnice serii to pytania o tożsamość i motywacje postaci. Historia rodziców Naruto, cele, które kierują postępowaniem Kabuto Yakushiego, tożsamość tajemniczego przywódcy Akatsuki.

## Bohaterowie
Uczniowie Akademii Ninja po ukończeniu szkoły przydzielani są do trzyosobowych drużyn i stają się geninami. Za każdą drużynę z osobna odpowiedzialny jest doświadczony nauczyciel. Główny bohater zostaje przydzielony do drużyny nr 7 wraz z Sasuke Uchihą i Sakurą Haruno. Ich nauczycielem zostaje Kakashi Hatake.
Relacje sensei-uczeń pełnią ważną rolę w serii. Naruto ma wielu mentorów, z którymi trenuje i uczy się. Są to głównie Kakashi, Iruka i Jiraiya. Wydarzenia odbywają się w otoczce tradycji i opieki łączącej wiele pokoleń. Wzorce te dostarczają młodym ludziom wiedzy nie tylko w zakresie sztuki ninja, ale też w sprawach dotyczących japońskiej estetyki czy filozofii. Techniki, ideały i mentalność są przekazywane wewnątrz rodziny. Naruto jest świadkiem pokazów umiejętności i tradycji wielopokoleniowych klanów ze swojej wioski.

## Manga
Naruto pojawił się po raz pierwszy w 43. numerze magazynu „Shūkan Shōnen Jump” wydawnictwa Shūeisha z roku 1999. Pierwsze 238 rozdziałów stanowi pierwszą część historii. Rozdziały od 4008 do 5016 tworzą poboczne historie. Wszystkie pozostałe stanowią drugą część, będącą kontynuacją historii po dwóch i pół roku.
Pierwszy tom został wydany w Japonii 3 marca 2000 roku, natomiast ostatni pojawił się na rynku 4 lutego 2015 roku.
Ponadto ukazały się ani-mangi bazujące na filmach pełnometrażowych, również wydane przez Shūeisha.
W Polsce Naruto zostało zlicencjonowane przez wydawnictwo mangowe Japonica Polonica Fantastica.
Manga została wydana także w Stanach Zjednoczonych przez Viz Media, we Włoszech przez Panini Comics, w Niemczech przez Carlsen Comics, we Francji przez wydawnictwo Kana, w Hiszpanii przez Glénat, a w Indonezji przez Elex Media Komputindo.
Długość i popularność serii jest porównywana do innej popularnej, nastawionej na akcję mangi typu shōnen autorstwa Akiry Toriyamy – Dragon Balla. Od powstania Naruto jego wielbiciele stworzyli wiele fanowskich stron internetowych, zawierających szczegółowe informacje, poradniki i fora dyskusyjne. Kilka pierwszych i najbardziej popularnych stron nakierowanych na anglojęzycznych odbiorców pojawiło się na krótko po tym, jak pierwszy angielski tom mangi ukazał się w lipcu 2003.

## Anime
Anime wyprodukowane zostało przez studio Pierrot. Seria była emitowana po raz pierwszy na kanale TV Tokyo od 3 października 2002 do 8 lutego 2007 roku i składa się z 220 odcinków po 30 minut.

### Naruto: Shippūden
Naruto: Shippūden (jap. ナルト 疾風伝) stanowi kontynuację serii, jej fabuła zaczyna się, gdy piętnastoletni Naruto Uzumaki wraz ze swoim nauczycielem Jiraiyą powraca po dwóch i pół roku nieobecności do wioski Konoha. Jest nieco bardziej dojrzały niż w pierwszej części. Jego głównym celem jest ocalenie przyjaciela Sasuke z rąk Orochimaru. Oczywiście po drodze będzie musiał stawić czoło głównemu wrogowi, czyli organizacji Akatsuki, która będzie chciała schwytać wszystkie ogoniaste bestie i wykorzystać je dla własnych celów.
Po uratowaniu Gaary, Naruto wyrusza na kolejną misję. Dochodzi do spotkania zaginionego przyjaciela i wywiązuje się pomiędzy nimi walka. Młody Uzumaki nie ma szans z Sasuke, który ma nad nim ogromną przewagę. Gdy powraca do wioski, by stać się silniejszym, poddaje się wycieńczającemu treningowi. Ma na to tylko pół roku. W walce z Akatsuki ginie Sarutobi Asuma. Naruto znów staje do walki z wrogą organizacją. Udaje mu się udoskonalić Rasengana i niszczy nim Kakuzu, jednego z członków Akatsuki.
Sasuke pokonuje Orochimaru i tworzy grupę Hebi. Wraz z nowymi sprzymierzeńcami rusza za swoim bratem, a kiedy go znajduje, po długiej walce zabija go. W tym samym czasie Jiraiya odnajduje tajemniczego szefa Akatsuki – Paina – i ginie z jego ręki. Naruto zaczyna trening w ropuszej wiosce, a Pain atakuje Konohę. W niemal całkowicie zniszczonej Wiosce Ukrytego Liścia pojawia się główny bohater i pokonuje Paina. Nagato wskrzesza zmarłych w walce. Sasuke staje się członkiem Akatsuki i atakuje Killera Bee. Nowym Hokage zostaje Danzō i wydaje rozkaz likwidacji zbiegłego Uchihy.
Drugi sezon również został wyprodukowany przez studio Pierrot. Seria była emitowana po raz pierwszy na kanale TV Tokyo Network od 15 lutego 2007 roku do 23 marca 2017 roku i składa się z 500 odcinków po 30 minut.

### Filmy pełnometrażowe
Filmy zostały stworzone przez:
- Tensaia Okamurę,
- Hirotsugu Kawasakiego,
- Toshiyuki Tsuru,
- Hajime Kamegakiego,
- Masahiko Muratę (trzy filmy Naruto Shippūden),
- Hayato Date.

Za oprawę muzyczną odpowiadają Toshio Masuda oraz Yasuharu Takanashi (od czwartej odsłony).
| Lp. | Tytuł | Data premiery (Japonia) |
| --- | --- | ----------------------- |
| 1 | Gekijōban Naruto: Daikatsugeki! Yuki-hime ninpōchō dattebayo!! (劇場版 NARUTO -ナルト- 大活劇!雪姫忍法帖だってばよ!!)                                  | 21 sierpnia 2004        |
| Księżniczka Koyuki, z zawodu aktorka, po latach powraca do swojego kraju pod eskortą siódmej drużyny pod pretekstem nakręcenia filmu. Przyjdzie jej zmierzyć się z przeszłością i dawnymi wspomnieniami.                                                                                       | |                         |
| 2 | Gekijōban Naruto: Daigekitotsu! Maboroshi no chiteiiseki dattebayo (劇場版 NARUTO -ナルト- 大激突!幻の地底遺跡だってばよ)                              | 6 sierpnia 2005         |
| Film opowiada o poszukiwaniu kamieni Gelel i misji, w której biorą udział Naruto, Sakura oraz Shikamaru. | |                         |
| 3 | Gekijōban Naruto: Daikōfun! Mikazukijima no animaru panikku dattebayo (劇場版 NARUTO -ナルト- 大興奮!みかづき島のアニマル騒動だってばよ!)              | 5 sierpnia 2006         |
| Film opowiada o księciu kraju Księżyca i misji Naruto, Lee Rocka, Sakury i Kakashiego. | |                         |
| 4 | Gekijōban Naruto shippūden (劇場版 NARUTO −ナルト− 疾風伝)                                                                                             | 4 sierpnia 2007         |
| Film opowiada o misji Naruto, która polega na ochronie kapłanki Shion z Kraju Demonów. Posiada ona umiejętność przepowiadania przyszłości. Jeszcze przed rozpoczęciem misji dziewczyna ma sen, w którym widzi, jak Naruto ginie.                                                               | |                         |
| 5 | Gekijōban Naruto shippūden: Kizuna (劇場版 NARUTO −ナルト− 疾風伝絆)                                                                                   | 2 sierpnia 2008         |
| Film ukazuje walczącego Naruto Uzumakiego oraz Sasuke Uchihę, którzy muszą połączyć siły do walki ze wspólnym wrogiem. | |                         |
| 6 | Gekijōban Naruto shippūden: Hi no ishi o tsugu mono (劇場版 NARUTO -ナルト- 疾風伝火の意志を継ぐ者)                                                    | 1 sierpnia 2009         |
| Z wiosek, zaczynają znikać kolejne osoby obdarzone specjalną linią krwi – Kekkei Genkai. Podejrzenie pada na Konohę. | |                         |
| 7 | Gekijōban Naruto shippūden: The Lost Tower Gekijōban Naruto Shippūden: Za Rosuto Tawā (劇場版 NARUTO －ナルト－ 疾風伝ザ・ロストタワー THE LOST TOWER) | 31 lipca 2010           |
| Drużyna Naruto ściga zbiegłego ninja imieniem Mukade. Ten zaś udaje się do zabytkowych ruin „Ouran”. Udaje mu się uwolnić przedziwną moc i gdy dochodzi do konfrontacji pomiędzy nim a Uzumakim, wysyła młodzieńca 20 lat wstecz. Tam nasz bohater spotyka przyszłego Hokage, Minato Namikaze. | |                         |
| 8 | Gekijōban Naruto: Blood Prison Gekijōban Naruto: Buraddo Purizun (劇場版 NARUTO -ナルト- ブラッド・プリズン)                                           | 30 lipca 2011           |
| | |                         |
| 9 | Road to Ninja: Naruto the Movie Rōdo tu ninja: Naruto za mūbī (ロード・トゥ・ニンジャ‐ナルト・ザ・ムービー)                                            | 28 lipca 2012           |
| | |                         |
| 10 | The Last: Naruto the Movie Za Rasuto: Naruto za mūbī (ザ・ラスト‐ナルト・ザ・ムービー)                                                                 | 6 grudnia 2014          |
| | |                         |
| 11 | Boruto: Naruto the Movie Boruto: Naruto za mūbī (ボルト‐ナルト・ザ・ムービー)                                                                          | 7 sierpnia 2015         |
| | |                         |

### Original video animation
| N/o | Tytuł odcinka | Premiera         |
| --- | --- | ---------------- |
| 1 | Akaki yotsuba no Clover o sagase Akaki yotsuba no kurōbā o sagase (紅き四つ葉のクローバーを探せ)                                                     | 20 grudnia 2002  |
| Konohamaru pragnie zdobyć karmazynową czterolistną koniczynę, by spełnić życzenie pewnej dziewczyny. W tym celu wyrusza z Naruto do Akagahary. O wszystkim dowiadują się Sakura i Sasuke. | |                  |
| 2 | Takigakure no shitō ore ga eiyū dattebayo! (滝隠れの死闘 オレが英雄だってばよ!)                                                                      | 20 grudnia 2003  |
| 3 | Gekijōban Naruto Konoha no sato no dai undōkai (劇場版NARUTO-ナルト- 木ノ葉の里の大運動会)                                                           | 21 sierpnia 2004 |
| 4 | Tsuini gekitotsu! Jōnin tai genin!! Musabetsu dairansen taikai kaisai!! (ついに激突!上忍VS下忍!!無差別大乱戦大会開催!!)                              | 22 grudnia 2005  |
| 5 | Shippū! „Konoha gakuen” den (疾風!"木ノ葉学園"伝) | 6 lutego 2008    |
| 6 | The Cross Roads Za Kurosurōzu (ザ・クロスローズ) | 19 grudnia 2009  |
| 7 | Gekijōban Naruto soyokazeden – Naruto to mashin to mittsu no onegai dattebayo!! (劇場版NARUTO-ナルト-そよ風伝 ナルトと魔神と3つのお願いだってばよ!!) | 31 lipca 2010    |
| 8 | Naruto x UT | 1 stycznia 2011  |
| 9 | Honō no chūnin shiken! Naruto bāsasu Konohamaru!! (炎の中忍試験!ナルトVS木ノ葉丸!!)                                                                  | 30 lipca 2011    |
| 10 | Naruto Shippūden: Sunny Side Battle!!! Naruto Shippūden: Sanī Saido Batoru!!! (ナルト-NARUTO-疾風伝 サニー・サイド・バトル!!!)                       | 11 września 2014 |
| 11 | Naruto ga hokage ni natta hi (ナルトが火影になった日)                                                                                                | 6 lipca 2016     |

## Radio
Audycje radiowe Naruto są emitowane w Japonii od 2003 roku. Od marca 2007 audycja nosiła nazwę Oo NARUTO Nippon (jap. オーNARUTOニッポン), jednak w kwietniu tego samego roku nazwa została zmieniona na NARUTO radio z prędkością błyskawicy (jap. Naruto Radio 疾風迅雷  Naruto Radio shippūjinrai) i pod tym tytułem emitowana jest do dziś.

## Spektakl
W maju 2006 roku w Tokio i w Osace był wystawiany spektakl zatytułowany Ninja Illusion (jap. 忍者イリュージョン ninja iryūjon), w którego skład wchodziły musical i pokaz iluzjonistyczny. W składzie obsady aktorskiej znalazło się trio Musical Academy (jap. ミュージカル・アカデミー myūjikaru akademii) należące do grupy Johnny's Jimusho (jap. ジャニーズ事務所 janiizu jimusho). Za efekty iluzjonistyczne odpowiedzialna była Princess Tenkō (jap. プリンセス天功 purinsesu tenkō). Scenariusz napisał Yoshi Kidatsu.
- Występy w Tokio trwały od 4 do 14 maja.
- Występy w Osace odbywały się w teatrze BRAVA! i trwały od 19 do 21 maja.

### Obsada aktorska
- Naruto Uzumaki – Tomoyuki Yara
- Sasuke Uchiha – Shingo Machida
- Sakura Haruno – bliźniaczki Manakana (Mana Mikura i Kana Mikura)
- Kakashi Hatake – Dai Iwasaki
- Gaara – Tsuyoshi Yonehana
- Tsunade – Mire Aika
- Genma Shiranui – Hiroaki Hirata
- Teuchi (Właściciel Ichiraku Ramen) – Isao Bitō

Oryginalne postacie
- Kowane – Jun Akiyama
- Waka – Seiko Niizuma
- Kotonoha – Kōjirō Aka
- Kowaburu – Kōta Matsumoto
- Kowadaka – Akihiro Nishikawa

## Light novel
| Nr                                                                       | Tytuł | Data wydania (język japoński) | ISBN (język japoński)  |
| ------------------------------------------------------------------------ | --- | ----------------------------- | ---------------------- |
| 1                                                                        | Gekijōban Naruto – Daikatsugeki! Yukihime ninpōchō dattebayo!! (jap. 劇場版 NARUTO -ナルト- 大活劇!雪姫忍法帖だってばよ!!)                   | 23 sierpnia 2004              | ISBN 4-08-703143-8     |
| Powieść opisująca wydarzenia z pierwszego filmu Naruto.                  | |                               |                        |
| 2                                                                        | Gekijōban Naruto – Daigekitotsu! Maboroshi no chitei'iseki dattebayo! (jap. 劇場版 NARUTO -ナルト- 大激突!幻の地底遺跡だってばよ!!)          | 22 sierpnia 2005              | ISBN 4-08-703158-6     |
| Powieść opisująca wydarzenia z drugiego filmu Naruto.                    | |                               |                        |
| 3                                                                        | Gekijōban Naruto – Daikōfun! Mikazukijima no animaru sōdō dattebayo (jap. 劇場版 NARUTO -ナルト- 大興奮! みかづき島のアニマル騒動だってばよ) | 7 sierpnia 2006               | ISBN 4-08-703170-5     |
| Powieść opisująca wydarzenia z trzeciego filmu Naruto.                   | |                               |                        |
| 4                                                                        | Gekijōban Naruto – Shippūden (jap. 劇場版 NARUTO -ナルト- 疾風伝)                                                                            | 6 sierpnia 2007               | ISBN 978-4-08-703187-4 |
| Powieść opisująca wydarzenia z pierwszego filmu Naruto Shippūden.        | |                               |                        |
| 5                                                                        | Naruto Haku no dōji, keppū no kinin (jap. NARUTO 白の童子、血風の鬼人)                                                                       | 5 grudnia 2011                | ISBN 978-4-08-321060-0 |
| Powieść ta przedstawia losy Haku przed jego spotkaniem z Zabuza Momochi. | |                               |                        |
| 6                                                                        | Naruto – Taki gakure no shitō. Ore ga eiyū dattebayo! (jap. NARUTO -ナルト- 滝隠れの死闘 オレが英雄だってばよ!)                              | 5 kwietnia 2012               | ISBN 978-4-08-321084-6 |
| Powieść opisująca wydarzenia z OVA pod tym samym tytułem.                | |                               |                        |

### SeriaHiden
| Nr | Tytuł | Data wydania (Shūeisha) | ISBN (japoński)        | Data wydania (JPF)   | ISBN (polski)          |
| -- | --- | ----------------------- | ---------------------- | -------------------- | ---------------------- |
| 1  | Naruto – Tajemna historia Kakashiego: Piorun na lodowym niebie (jap. NARUTO―ナルト― カカシ秘伝 氷天の雷 Naruto – Kakashi hiden: Kōri ten no kaminari)                         | 4 lutego 2015           | ISBN 978-4-08-703344-1 | 29 lipca 2016        | ISBN 978-83-7471-601-7 |
| 2  | Naruto – Tajemna historia Shikamaru: Chmury w mrocznej ciszy (jap. NARUTO―ナルト― シカマル秘伝 闇の黙に浮かぶ雲 Naruto – Shikamaru hiden: Yami no dama ni ukabu kumo)         | 4 marca 2015            | ISBN 978-4-08-703347-2 | 5 października 2016  | ISBN 978-83-7471-602-4 |
| 3  | Naruto – Tajemna historia Sakury: Miłość niesiona wiosennym wiatrem (jap. NARUTO―ナルト― サクラ秘伝 思恋、春風にのせて Naruto ― Sakura hiden: Shitau koi, harukaze ni nosete) | 3 kwietnia 2015         | ISBN 978-4-08-703354-0 | 6 lutego 2017        | ISBN 978-83-7471-603-1 |
| 4  | Naruto – Tajemna historia Konohy: Wspaniały dzień na ślub (jap. NARUTO―ナルト― 木ノ葉秘伝 祝言日和 Naruto ― Konoha hiden: Shūgen biyori)                                      | 1 maja 2015             | ISBN 978-4-08-703360-1 | 10 października 2017 | ISBN 978-83-7471-616-1 |
| 5  | Naruto – Tajemna historia Gaary: Pustynny miraż (jap. NARUTO―ナルト― 我愛羅秘伝 砂塵幻想 Naruto ― Gaara hiden: Sajin gensō)                                                   | 4 czerwca 2015          | ISBN 978-4-08-703364-9 | 18 maja 2018         | ISBN 978-83-7471-617-8 |
| 6  | Naruto – Tajemna historia „Brzasku”: Kwiaty zła w pełnym rozkwicie (jap. NARUTO―ナルト― 暁秘伝 咲き乱れる悪の華 Naruto ― Akatsuki hiden: Sakimidareru aku no hana)            | 3 lipca 2015            | ISBN 978-4-08-703367-0 | luty 2019            | ISBN 978-83-7471-618-5 |

### SeriaNaruto Shinden
| Nr | Tytuł | Data wydania (Shūeisha) | ISBN (japoński)        | Data wydania (JPF) | ISBN (polski)          |
| -- | --- | ----------------------- | ---------------------- | ------------------ | ---------------------- |
| 1  | Naruto Shinden 01: Prawdziwa historia Itachiego: Księga blasku (jap. NARUTO―ナルト― イタチ真伝 光明篇 Naruto: Itachi shinden: Kōmyō-hen) | 4 września 2015         | ISBN 978-4-08-703375-5 | 30 sierpnia 2019   | ISBN 978-83-7471-782-3 |
| 2  | Naruto Shinden 02: Prawdziwa historia Itachiego: Księga mroku (jap. NARUTO―ナルト― イタチ真伝 暗夜篇 Naruto: Itachi shinden: An'ya-hen)  | 2 października 2015     | ISBN 978-4-08-703380-9 | 1 listopada 2019   | ISBN 978-83-7471-783-0 |
| 3  | Naruto Shinden 03: Prawdziwa historia Sasuke: Księga świtu (jap. NARUTO―ナルト― サスケ真伝 来光篇 Naruto: Sasuke shinden: Raikō-hen)     | 4 listopada 2015        | ISBN 978-4-08-703384-7 | 2020               | ISBN 978-83-7471-784-7 |

### SeriaShinden
| Nr | Tytuł                                                                                   | Data wydania (Shūeisha) | ISBN (japoński)        |
| -- | --------------------------------------------------------------------------------------- | ----------------------- | ---------------------- |
| 1  | Naruto shinden: Naruto shinden series (jap. ナルト新伝 NARUTO ナルト 新伝シリーズ)      | 2 maja 2018             | ISBN 978-4-08-703447-9 |
| 2  | Sasuke shinden: Naruto shinden series (jap. サスケ新伝 NARUTO ナルト 新伝シリーズ)      | 4 czerwca 2018          | ISBN 978-4-08-703450-9 |
| 3  | Shikamaru shinden: Naruto shinden series (jap. シカマル新伝 NARUTO ナルト 新伝シリーズ) | 4 lipca 2018            | ISBN 978-4-08-703456-1 |

## Obsada głosowa wersji oryginalnej
- Naruto Uzumaki, Akamaru: Junko Takeuchi
- Sakura Haruno: Chie Nakamura
- Sasuke Uchiha: Noriaki Sugiyama
- Kakashi Hatake: Kazuhiko Inoue
- Iruka Umino: Toshihiko Seki
- Hiruzen Sarutobi: Hidekatsu Shibata
- Konohamaru Sarutobi: Ikue Ōtani
- Zabuza Momochi: Unshō Ishizuka
- Haku: Mayumi Asano
- Hinata Hyūga: Nana Mizuki
- Shikamaru Nara: Shōtarō Morikubo
- Chōji Akimichi: Kentarō Itō
- Ino Yamanaka: Ryōka Yuzuki
- Kiba Inuzuka: Kōsuke Toriumi
- Shino Aburame: Shinji Kawada
- Rock Lee: Yōichi Masukawa
- Neji Hyūga: Kōichi Tōchika
- Tenten: Yukari Tamura
- Might Guy: Masashi Ebara
- Asuma Sarutobi: Jūrōta Kosugi
- Kurenai Yūhi: Rumi Ochiai
- Gaara: Akira Ishida
- Kankurō: Yasuyuki Kase
- Temari: Romi Paku
- Baki: Jōji Nakata
- Kabuto Yakushi: Nobutoshi Canna
- Jiraiya: Hōchū Ōtsuka
- Orochimaru: Kujira
- Tsunade: Masako Katsuki
- Shizune: Keiko Nemoto
- Itachi Uchiha: Hideo Ishikawa
- Kisame Hoshigaki: Tomoyuki Dan
- Sai: Satoshi Hino
- Yamato: Rikiya Koyama
- Danzō Shimura: Hiroshi Ito
- Ebisu, Zetsu: Nobuo Tobita
- Chiyo: Ikuko Tani
- Obito Uchiha: Wataru Takagi
- Nagato: Junpei Morita
- Konan: Atsuko Tanaka
- Deidara: Katsuhiko Kawamoto
- Sasori: Takahiro Sakurai
- Hidan: Masaki Terasoma
- Kakuzu: Takaya Hashi
- Karin: Kanako Tōjō
- Suigetsu Hōzuki: Takashi Kondō
- Jūgo: Shūhei Sakaguchi
- Killer B: Hisao Egawa
- Minato Namikaze: Toshiyuki Morikawa
- Mizuki: Shin’ichirō Miki
- Hashirama Senju: Takayuki Sugō
- Tobirama Senju, Yahiko: Ken'yū Horiuchi
- Madara Uchiha: Naoya Uchida
- Hagoromo Ōtsutsuki: Mitsutaka Tachikawa
- Kaguya Ōtsutsuki: Mami Koyama
- Aoi Rokushō: Ryōtarō Okiayu

## Emisja wersji polskiej
- Polska wersja jest ocenzurowana wzorem wersji brytyjskiej.
- Premiera serialu w Polsce odbyła się 12 lutego 2007 roku w Jetix Polska – wyemitowane zostały odcinki 1-25. Odcinek 26. został pominięty w brytyjskiej wersji przygotowanej przez Jetix.
- Emisja drugiej serii rozpoczęła się 1 października 2007 roku – wyemitowane zostały odcinki 27-52.
- Emisja trzeciej serii rozpoczęła się 5 maja 2008 roku – wyemitowane zostały odcinki 53-78.
- Emisja czwartej serii rozpoczęła się 4 sierpnia 2008 roku – wyemitowane zostały odcinki 79-104.
- Nieocenzurowana wersja (z napisami) jest emitowana na kanale AXN SciFi od 7 sierpnia 2009 roku (odcinki 1–52).

## Wersja polska
Opracowanie i udźwiękowienie wersji polskiej: na zlecenie Jetix – Studio Eurocom
Reżyseria:
- Ewa Kania (odc. 1–42),
- Tomasz Marzecki (odc. 43–86),
- Wojciech Szymański (odc. 87–104)

Dialogi:
- Joanna Kuryłko (odc. 1–20),
- Wojciech Szymański (odc. 21–25),
- Maciej Wysocki (odc. 27–32, 41–44, 47–80, 87–89, 92–96, 102–104),
- Aleksandra Rojewska (odc. 33–38, 45–46),
- Hanna Górecka (odc. 39–40),
- Michał Urzykowski (odc. 81–86, 90–91, 100–101),
- Aleksandra Drzazga (odc. 97–99)

Dźwięk i montaż:
- Krzysztof Podolski (odc. 1–25, 27–36, 43–47, 53–104),
- Jacek Gładkowski (odc. 37–42, 48–52)

Kierownictwo produkcji: Marzena Omen-Wiśniewska
Udział wzięli:
- Adam Pluciński – Naruto Uzumaki
- Marcin Przybylski – Sasuke Uchiha
- Magdalena Krylik – Sakura Haruno (odc. 1–25)
- Joanna Pach –
  - Sakura Haruno (od odc. 27),
  - Temari (seria IV),
  - Shizune
- January Brunov –
  - Kakashi Hatake,
  - Jeden z członków Anbu (seria II),
  - Ibiki Morino (odc. 55, 103, 104),
  - Kyūbi,
  - Fugaku Uchiha (odc. 84)
- Janusz Wituch –
  - Iruka Umino,
  - Waraji,
  - Shino Aburame (seria I),
  - Baki,
  - Hiashi Hyūga (seria II),
  - Choza Akimichi,
  - Jirobo (odc. 68),
  - Kisame Hoshigaki,
  - Jeden z Triady Moja (odc. 101)
- Łukasz Lewandowski –
  - Mizuki,
  - Ebisu,
  - Shikamaru Nara,
  - Gaara,
  - Chōji Akimichi (seria I),
  - Inoichi Yamanaka (seria IV)
- Tadeusz Borowski –
  - Hiruzen Sarutobi,
  - Hiashi Hyūga (odc. 79),
  - Manda,
  - Senta
- Brygida Turowska-Szymczak –
  - Konohamaru,
  - Hinata Hyūga,
  - Tenten,
  - Shiore,
  - Yugao Uzuki,
  - Ciocia Sasuke (odc. 84),
  - Tsunade
- Zbigniew Konopka –
  - Tazuna,
  - Dosu Kinuta,
  - Itachi Uchiha,
  - Hizashi Hyūga,
  - Kotetsu Hagane (odc. 60–62, 98–99),
  - Pakkun,
  - Kidomaru,
  - Bunzō (odc. 97)
- Tomasz Marzecki –
  - Lektor (odc. 1–86),
  - Zabuza Momochi,
  - Shino Aburame (odc. 34–86),
  - Teuchi (do odc. 86),
  - Ibiki Morino (odc. 51),
  - Might Guy (ostatnia scena odc. 58),
  - Inoichi Yamanaka (seria III),
  - Jeden ze starszyzny wioski
- Agata Gawrońska – Haku
- Anna Apostolakis –
  - Inari,
  - Temari (seria I),
  - Moegi (seria I i III),
  - Udon (odc. 68),
  - Tayuya (odc. 68–69)
- Jerzy Słonka – Gatō
- Robert Tondera –
  - Kaiza,
  - Might Guy,
  - Zaku Abumi,
  - Asuma Sarutobi,
  - Czwarty Kazekage,
  - Shikaku Nara,
  - Shukaku,
  - Jeden z Triady Moja (odc. 101)
- Kinga Tabor –
  - Tsunami,
  - Ino Yamanaka,
  - Kurenai Yuhi (oprócz serii II),
  - Udon (odc. seria I, III i IV),
  - Moegi (odc. 68),
  - Gamatatsu,
  - Katsuyu
- Cezary Kwieciński –
  - Zori,
  - Kankurō,
  - Kiba Inuzuka (odc. 23),
  - Chōji Akimichi (od odc. 31),
  - Gamakichi (odc. 79),
  - Yashamaru (odc. 80),
  - Kabuto Yakushi (odc. 81),
  - Aoba Yamashiro (odc. 83),
  - Dan,
  - Idate Morino
- Leszek Zduń –
  - Rock Lee,
  - Neji Hyūga,
  - Jeden z Triady Moja (odc. 101)
- Tomasz Błasiak –
  - Kabuto Yakushi (odc. 23, późniejsze odcinki serii III, 79–80),
  - Kiba Inuzuka (od odc. 24),
  - Hayate Gekko,
  - Genma Shiramui
- Ewa Kania –
  - Kin Tsuchi,
  - Anko Mitarashi (serie I-III)
- Adam Bauman –
  - Izumo Kamizuki (odc. 21),
  - Ibiki Morino,
  - Yoroi Akado
- Grzegorz Drojewski –
  - Kotetsu Hagane (oprócz odc. 60–62, 98–99),
  - Kabuto Yakushi (od odc. 27 do połowy serii 3, od odc. 88),
  - Gamakichi (oprócz odc. 79)
- Modest Ruciński –
  - Orochimaru,
  - Misumi Tsurugi,
  - Hiashi Hyūga (seria III),
  - Izumo Kamizuki (odc. 98)
- Monika Pikuła –
  - Kin Tsuchi,
  - Temari (seria II i III),
  - Kurenai Yuhi (seria II),
  - Ayame
- Paweł Szczesny –
  - Jiraiya,
  - Drugi Hokage,
  - Enma
- Włodzimierz Bednarski –
  - Gamabunta,
  - Starszy Hyūga,
  - Pierwszy Hokage,
  - Młody Sarutobi Hayate (odc. 83),
  - Wujek Sasuke (odc. 84),
  - Jirocho Wasabi
- Adrian Perdjon –
  - Sakon i Ukon (odc. 68–69),
  - Yashamaru (odc. 75–78)
- Anna Gajewska –
  - Orochimaru w innym ciele,
  - Haku (odc. 78–79),
  - Anko Mitarashi (odc. 79),
  - Nawaki,
  - Moegi (seria IV),
  - Jedna ze Starszyzny wioski (seria IV)
- Janusz Rymkiewicz –
  - Shino Aburame (odc. 98),
  - Teuchi (od odc. 98)
- Wojciech Szymański –
  - Aoba Yamashiro (odc. 98),
  - Fukusuke Hikyakuya
- Mirosława Nyckowska – Jedna ze Starszyzny wioski (seria III)
- Jarosław Domin – Aoi Rokushō
- Janusz Kozioł – Lektor (odc. 87–104)
- Józef Mika

i inni

## Ścieżka dźwiękowa
Dotychczas ukazały się cztery płyty ze ścieżką dźwiękową z serii TV, oraz trzy albumy z filmów pełnometrażowych.

## Krytyka i kontrowersje

### Cenzura
Polska wersja anime jest tłumaczeniem wersji amerykańskiej wydanej przez Viz Media. Wydawca chcąc dotrzeć do szerszej publiczności, w tym młodszej widowni, postarał się zgodnie z amerykańskim systemem oceniania o zmniejszenie: ilości krwi, treści o charakterze seksualnym, przemocy, odniesień do używek, czy w ogólności niestosownych zachowań. Wprowadzone zmiany sprawiają problemy w postaci niekonsekwencji, a czasami wypaczają charakter pewnych postaci, ku niezadowoleniu fanów serii. Z tego powodu dużą popularnością cieszy się emitowana w Japonii wersja oryginalna anime (sama w sobie będąca delikatniejszą adaptacją mangi).

### Polskie tłumaczenie
Twórcy wersji polskiej również nie uniknęli błędów do których należą przede wszystkim niepoprawne i nie do końca systematyczne nazewnictwo technik ninja. Imiona i nazwiska postaci wymawiane są zgodnie z normami angielskiej wymowy, które same powstały jako latynizacje imion japońskich. Niestety w wyniku tej konwersji zaburzono oryginalne brzmienie imion, gdyż w języku angielskim brak jest głosek obecnych w językach japońskim i polskim. Mimo wszystko tłumacze nie są regularni nawet w stosunku do nazw angielskich. Zdarzają się też inne potknięcia językowe wynikające najprawdopodobniej z literówek w skrypcie.